# Dialetto andaluso

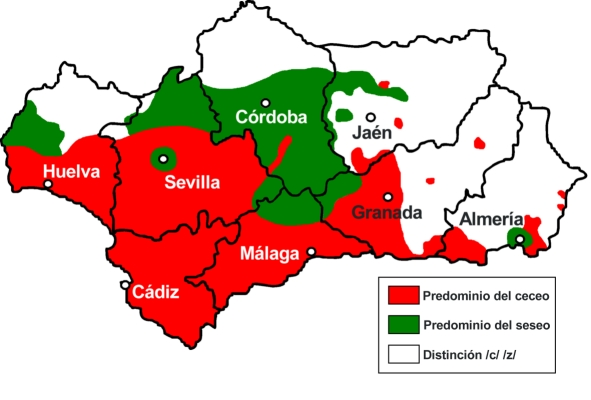
Carta della distribuzione del seseo e del ceceo in Andalusia

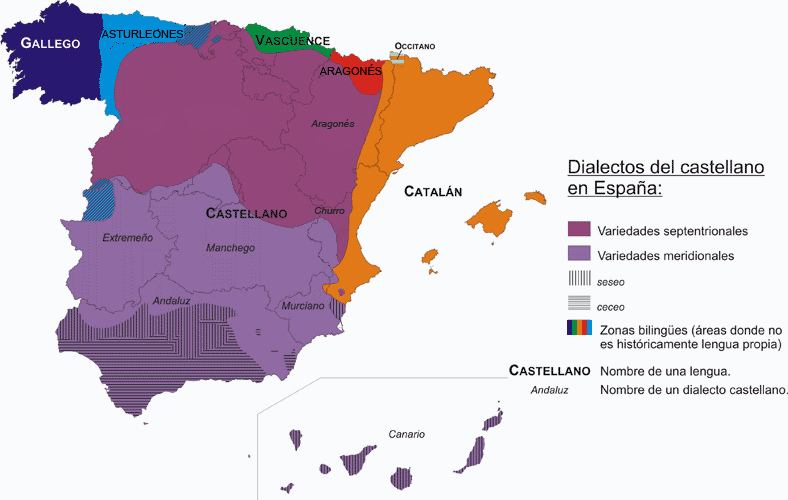
Dialetti spagnoli in Spagna

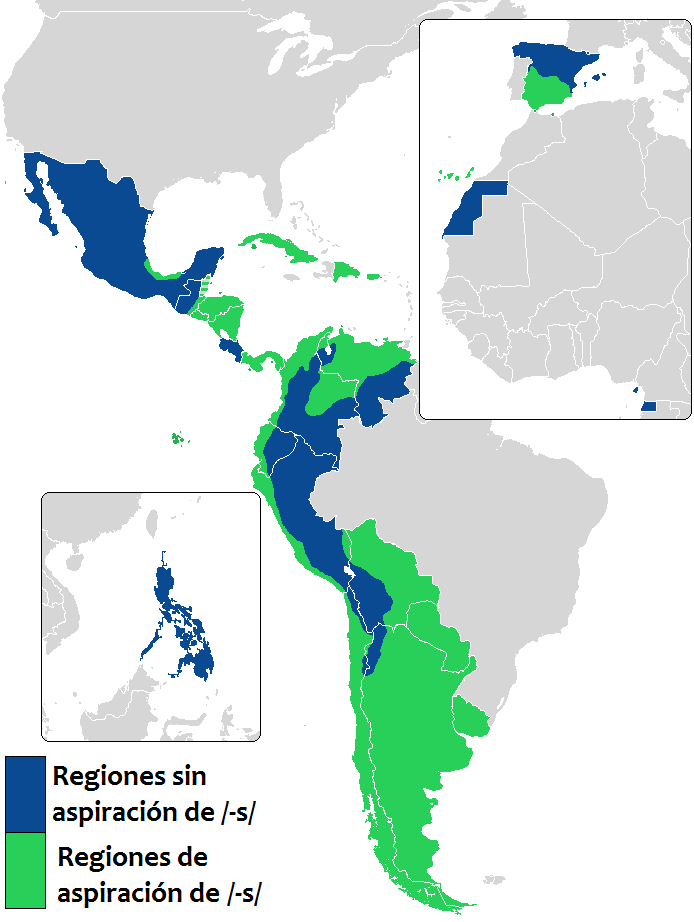
Area del dominio dello spagnolo che presentano aspirazione della /-s/ postvocálica

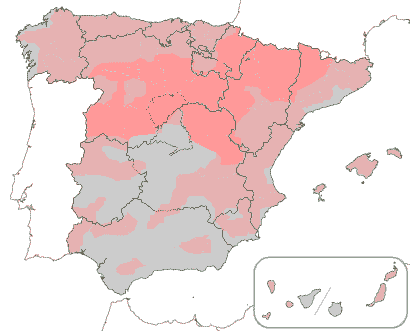
Aree fortemente lleiste (Rosa scuro), aree con presenza di lleismo e yeìsmo (rosa chiaro) e aree quasi totalmente yeìsta (grigio)

L'andaluso (in andaluso occidentale andalú, in andaluso orientale andalûh, in spagnolo andaluz) è una variante dello spagnolo parlato nella comunità autonoma dell'Andalusia.

## Diffusione
L'andaluso è diffuso nell'intera regione dell'Andalusia, nonché in alcune zone confinanti dell'Estremadura e della regione di Murcia: in tutto copre un'area di quasi 100.000 km² in cui vivono più di 8 milioni di persone, pari a circa il 18% dell'intera popolazione spagnola.
L'importanza del dialetto andaluso cresce ulteriormente se ci si limita a considerare l'area in cui lo spagnolo possiede varianti proprie (ossia escludendo le zone di lingua galiziana, asturiana, basca, catalana e aragonese).
L'andaluso, pur essendo un dialetto unitario, si distingue in due zone: quella occidentale e quella orientale. La zona occidentale comprende le province di Huelva, Siviglia, Cadice e la parte occidentale delle provincie di Cordova e Malaga, nonché la parte meridionale di quella di provincia di Badajoz; la zona orientale è composta dalle province di Jaén, Granada, Almería e dalla parte orientale di quelle di Cordova e Malaga, e penetra fino nella regione di Murcia dove si fonde con il dialetto murciano.

## Caratteristiche principali
In generale la pronuncia andalusa è piuttosto rapida e tende a “mangiarsi” alcune consonanti (sostituendole con altre più facili/veloci da pronunciare, o addirittura eliminandole). Pure caratteristica è la grande ricchezza lessicale, dovuta soprattutto a prestiti dall'arabo e dal vandalico.
Tra i tratti salienti dell'andaluso figurano:
- neutralizzazione (venir meno della differenza) di alcuni fonemi:
  - tra la fricativa alveolare sorda ([s]) e la fricativa dentale sorda ([θ]): la [θ] viene pronunciata sempre [s] (fenomeno del seseo). In certe zone dell'Andalusia meridionale l'esito della neutralizzazione è invece opposto, dando luogo al ceceo (pronunciato [θe'θeo]), in cui il suono [s] muta in [θ]. Col seseo, cerveza si pronuncia servesa, mentre col ceceo seguro suona come ceguro. In certi casi, seseo e ceceo possono dar luogo a omofonie tra parole con significati differenti: ad esempio tra caza (caccia) e casa (casa).
  - tra [l] e [r]: arcarde per alcalde, sordado per soldado.
- yeísmo, ossia pronuncia del fonema [λ] come [j]: casteyano anziché castellano.
- aspirazione: nel dialetto andaluso (soprattutto occidentale), a differenza dello spagnolo, è presente la fricativa glottale sorda (fonema [h], come in inglese house), che compare in alcune posizioni:
  - al posto della fricativa velare sorda (fonema [x], reso in spagnolo con la "j" oppure con la "g" seguita da e/i): ciò rende più dolce la pronuncia di parole come jamón, caja e coger;
  - in sostituzione della "h" muta iniziale: così huelga non si pronuncia [welga], ma [hwelga];
  - al posto della [s] finale di sillaba: un andaluso pronuncia, a seconda della zona, [loh pjeh] o [lo pje] anziché los pies. L'aspirazione è diffusa in Andalusia occidentale, mentre la perdita della [s], frequente in Andalusia orientale, è spesso compensata con una maggiore apertura della vocale precedente. Per i non nativi, entrambe le pronunce possono rendere difficile la distinzione tra singolare e plurale. In altri casi ancora, l'aspirazione causa un'assimilazione con la consonante successiva: ettá per está.
  - anche, quando l'aspirazione della [k] o della [r] è nel mezzo di una parola, causa un'assimilazione con la consonante successiva che è pronunciata di forma similare all'italiano: Ottubre per Octubre (ottobre), vello per verlo (vederlo)
- scomparsa di alcune consonanti finali, particolarmente:
  - [r]: comé al posto di comer;
  - [l]: comerciá al posto di comercial;
  - [d]: virtú al posto di virtud;
  - [s/θ]: lú al posto di luz, andalú al posto di andaluz.
- scomparsa della [d] intervocalica: si nota soprattutto nel caso del participio passato, come cantao (cantado), bebío (bebido), partío (partido).
- fricativizzazione del fonema [t͡ʃ] fino a diventare [ʃ]:mucho si pronuncia [muʃo] anziché [mut͡ʃo]. Caratteristico della zona occidentale.
- uso di ustedes al posto di vosotros, ma senza cambiare la forma verbale: ¿Ustedes queréis comer? (solo nella zona occidentale).
- presenza di numerose parole di origine araba o gitana, che si usano esclusivamente in Andalusia. I diffusi arabismi nel dialetto andaluso sono dovuti alla plurisecolare presenza islamica nella regione.